# Monachidium
Monachidium is een geslacht van rechtvleugeligen uit de familie veldsprinkhanen (Acrididae). De wetenschappelijke naam van dit geslacht is voor het eerst geldig gepubliceerd in 1831 door Jean Guillaume Audinet Serville.

## Soorten
Het geslacht Monachidium  is monotypisch en omvat slechts de volgende soort:
- Monachidium lunum (Johannson, 1763)